# ناصر يحيى الدوسري
ناصر محبوب يحيى سلطان الدموخ الدوسري (مواليد 4 أكتوبر 1996 في البحرين) هو لاعب كرة قدم بحريني يجيد اللعب في مركز حارس المرمى. يلعب حاليا لصالح الحالة البحريني منذ 2019.